# Dreifaltigkeitskirche (Kochendorf)

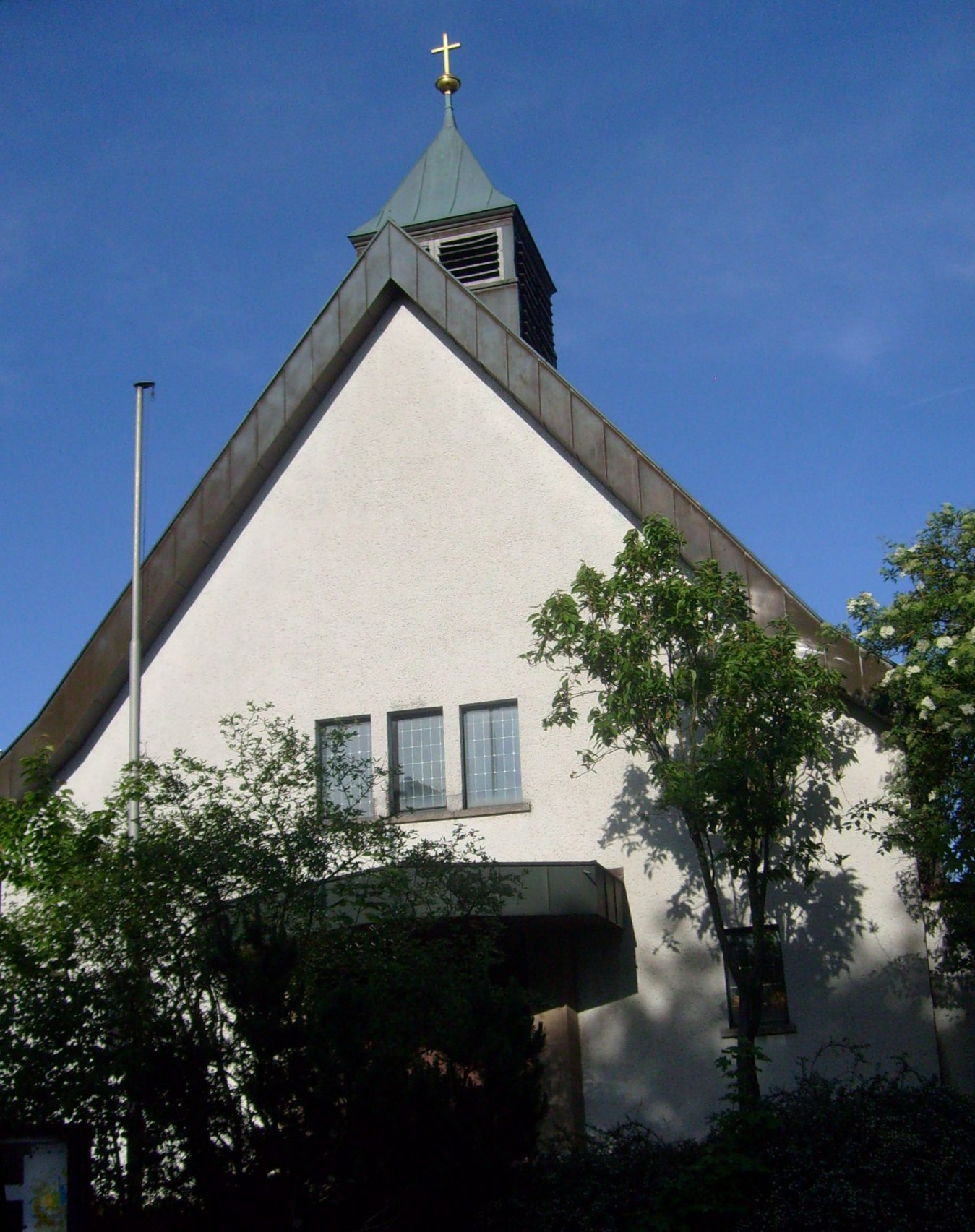
Dreifaltigkeitskirche in Bad Friedrichshall

Die rumänisch-orthodoxe Dreifaltigkeitskirche in Kochendorf, einem Stadtteil von Bad Friedrichshall im Landkreis Heilbronn, wurde 1950 als römisch-katholische Pfarrkirche erbaut und 2015 als solche profaniert. Seit 2017 ist sie im Besitz der Rumänisch-Orthodoxen Kirchengemeinde Heilbronn.

## Geschichte
Im seit der Reformation traditionell evangelisch geprägten Kochendorf stellten Katholiken bis in die Zeit nach dem Zweiten Weltkrieg nur eine kleine Minderheit dar. Durch den Zuzug von Heimatvertriebenen stieg der Anteil von Katholiken in der Bevölkerung. Die katholische Kirchengemeinde erwarb 1950 ein Grundstück an der Gartenstraße 8 zum Bau einer eigenen Kirche, die noch im selben Jahr fertiggestellt war und von Prälat Hufnagel geweiht wurde. Ein angrenzendes Gebäude wurde gleichzeitig zum Gemeindezentrum umgebaut. Da die Kirche bald nicht mehr ausreichte, wurde 1972 in Kochendorf noch die Barbarakirche erbaut, die danach zur Pfarrkirche wurde und inzwischen sowohl von den Katholiken wie auch von der evangelischen Gemeinde für Gottesdienste genutzt wird. Die alte Dreifaltigkeitskirche wies um 1980 bereits starke Bauschäden auf und wurde 1982/83 gründlich saniert. Im Zuge der Sanierung erhielt sie auch zusätzlich zu ihren beiden alten Glocken eine weitere, bei Glockengießerei Bachert im Ort gegossene Glocke. Wiedereingeweiht wurde die Kirche von Weihbischof Anton Herre am 6. November 1983.
Bis 2007 wurden in der Dreifaltigkeitskirche noch Gottesdienste von einem pensionierten Priester gehalten, die Zahl der Besucher sank jedoch auf 20 bis 30. Da die Unterhaltung der Kirche nicht mehr tragbar gewesen wäre, sich das Zentrum der katholischen Kirchengemeinde in der Pfarrkirche St. Barbara im Tulpenweg befindet und noch die Kilianskirche besteht, wurde die Kirche 2015 als solche profaniert. Die Heiligenfiguren gingen in die St.-Barbara- und die Kilianskirche, die Orgel nach Lauffen.
Im Jahr 2016 sollte die Dreifaltigkeitskirche zu einer Flüchtlingsunterkunft umfunktioniert werden, was schließlich jedoch nicht realisiert wurde.
2017 wurde die Kirche von der Rumänisch-Orthodoxen Kirchengemeinde Heilbronn erworben, die dort seitdem Gottesdienste feiert.